# Palmachim légitámaszpont
Az izraeli Palmachim légitámaszpont a Negev-sivatagban épült.

## Története
A légitámaszpont Palmachim (Yavne) település közelében, homokdűnék fedezékében található. A település Tel-Avivtól délre, Ashdod városától észak–északkeletre helyezkedik el. Egy 2000 m-es kifutópályával rendelkezik. Bázisán helikopteregység állomásozik. Az izraeli tüzérség a (3 kilométerre lévő) Földközi-tenger irányába tesztlőtérként használja.
Az 1950-es évektől a légierő költségvetéséből folyamatosan épült, a különböző rendeltetésű (szárazföldi, légi- és haditengerészeti, űrkutatási) rakétafegyverek tesztbázisává. Több nagy hangár belsejében végzik a végső összeszerelést, felkészítést, majd az indítóállásba helyezést.

### Műholdak indítása
1970-es évek elején kezdték kialakítani a műholdak fellövésére alkalmas indítóhelyeket, működést biztosító létesítményeket. Abban az évben 151 rakétakísérletet végeztek.
1971-re létrehozták a Jericho–1 rakéta gyártóbázisát. Az izraeli védelmi katonapolitika, a rakétatechnikával szembeni elvárások megteremtették az intézményi (egyetemek, kutatóhelyek) és ipari hátteret.
1981-ben a katonai hírszerzés vezetője elrendelte, hogy készítsenek felderítő műholdat. A műholdak pályára állítása hordozóeszközöket igényelt.
1982-ben a Jericho–2 továbbfejlesztésével kezdődött a Shavit hordozórakéta kialakítása, célként meghatározva műhold pályára állítását.
1988. szeptember 19-én az Ofeq–1 technológiai műhold saját hordozórakétával történő pályára állításával Izrael lett a világ 8. űrhatalma, aki a Szovjetunió, az Amerikai Egyesült Államok, Franciaország, Japán, Kína, Anglia és India után ezt a feladatot teljesítette.
A rakétabázisokról kelet felé indítják a rakétákat, hogy megszerezzék a Föld forgási sebességének lendületét. A Palmachim légitámaszpont elhelyezkedésénél fogva nyugat felé (retrográd pályán), a Földközi-tenger irányába végzik a fellövéseket. Így az izraeliek által lakott és a szomszédos arab országok területére nem eshet technikai elem.
1987-2007 között 40 rakétaindítást végeztek műholdak pályára állítására.